# Ophryotrocha cosmetandra
Ophryotrocha cosmetandra är en ringmaskart som beskrevs av Oug 1990. Ophryotrocha cosmetandra ingår i släktet Ophryotrocha och familjen Dorvilleidae. Inga underarter finns listade i Catalogue of Life.